# Thalassinidea
Los talasinideos (Thalassinidea) forman uno de los siete infraórdenes de crustáceos decápodos del suborden de los pleociematos. Son unos crustáceos menos conocidos porque no tienen tanto interés comercial. La especie más representativa del grupo en el Mediterráneo occidental es Calocaris macandreae, un áxido.
Los análisis moleculares más recientes muestran que este grupo es más cercanos a los cangrejos (Brachyura) y a los cangrejos ermitaños (Anomura). Aparece en el registro fósil desde el Jurásico.